# Костадин Щерков
Костадин (Константин) Николов Щерков е български учител и революционер, деец на Вътрешната македоно-одринска революционна организация.

## Биография
Роден е на 28 март 1882 година в село Хърсово. Учи в Мелник и в Сярското българско педагогическо училище. През 1905 година завършва Духовната семинария в Цариград. След това учителства в Мелник, където преподава естествени науки и турски език. След Хуриета преподава в Леринското българско училище. Затварян е няколко пъти в турски затвори заради участието му във ВМОРО, сътрудничи на Яне Сандански.
След освобождението на Пиринска Македония, в 1914 година избран за народен представител в XVII обикновено народно събрание от Струмишки окръг от Либералната партия в Либералната коалиция. Дългогодишен учител и директор на прогимназията в село Хърсово и учителства в Лерин и Петрич. Умира през 1939 година в село Хърсово.
Във фонд 351К в Държавен архив – Благоевград се съхраняват негови лични документи.